# Херсонеський маяк
Херсонеський маяк (крим. Hersones mayağı) — маяк на мисі Херсонес. До адміністративної реформи 2020 року був крайньою західною точкою Севастополя.

## Опис
Залізобетонна вежа маяка, висотою 36 метрів, облицьована білим інкерманським каменем. Дальність дії маяка — 16 миль. Колір вогню — білий. Початковою апаратурою були п'ятнадцять ламп Арганда з бавовняним ґнотом та олією, пізніше — поплавець, опущений в чашу зі ртуттю та лінза Френеля. Потужність лампи — 1 КВт. На маяку також встановлений радіомаяк КРМ-30, який забезпечує дальність дії понад 150 миль. У нічний час будівля маяка додатково підсвічується. Станція «Маяк-75» працює спільно з аналогічними на мисах Тарханкут, Фіолент і біля Генічеська.

## Історія
Херсонеський маяк побудований у 1816 році. Керував будівництвом Леонтій Спафарьев. У той же рік був побудований маяк-близнюк за тим же проектом — Тарханкутський маяк. У XIX ст. для прислуги біля башти побудували будинки.
1 жовтня 1817 на траверзі Херсонеського маяка зазнав аварії корабель «Везуль». Команду на чолі з командиром врятували. Квартирмейстер і юнга, до підходу рятувальників зі страху кинулися в море, загинули. Великий князь Михайло Павлович, який опинився в той час в Севастополі, писав цареві: «Фрегат був розбитий, і втрата його оцінена в 270 630 руб».
У ніч на 18 грудня 1887 зиб із моря перекидало через кам'яну набережну, а об 11:00 зробився сильний шторм. Бурею залило двір і будівлі. Вода піднімалася до вікон будівель. Жінок і дітей відправили вбрід по пояс у найближче село.
Під час землетрусу 12 вересня 1927 вежа вціліла.
У роки Німецько-радянської війни біля маяка загинули останні учасники оборони Севастополя. До останніх днів оборони маяк вказував шлях радянським кораблям і судам. Біля маяка закінчилася Кримська наступальна операція. 
У роки війни башта маяка була зруйнована і відновлена в 1950–1951 роках. У 2010 році Україна випустила поштову марку із зображенням маяка.

## Галерея

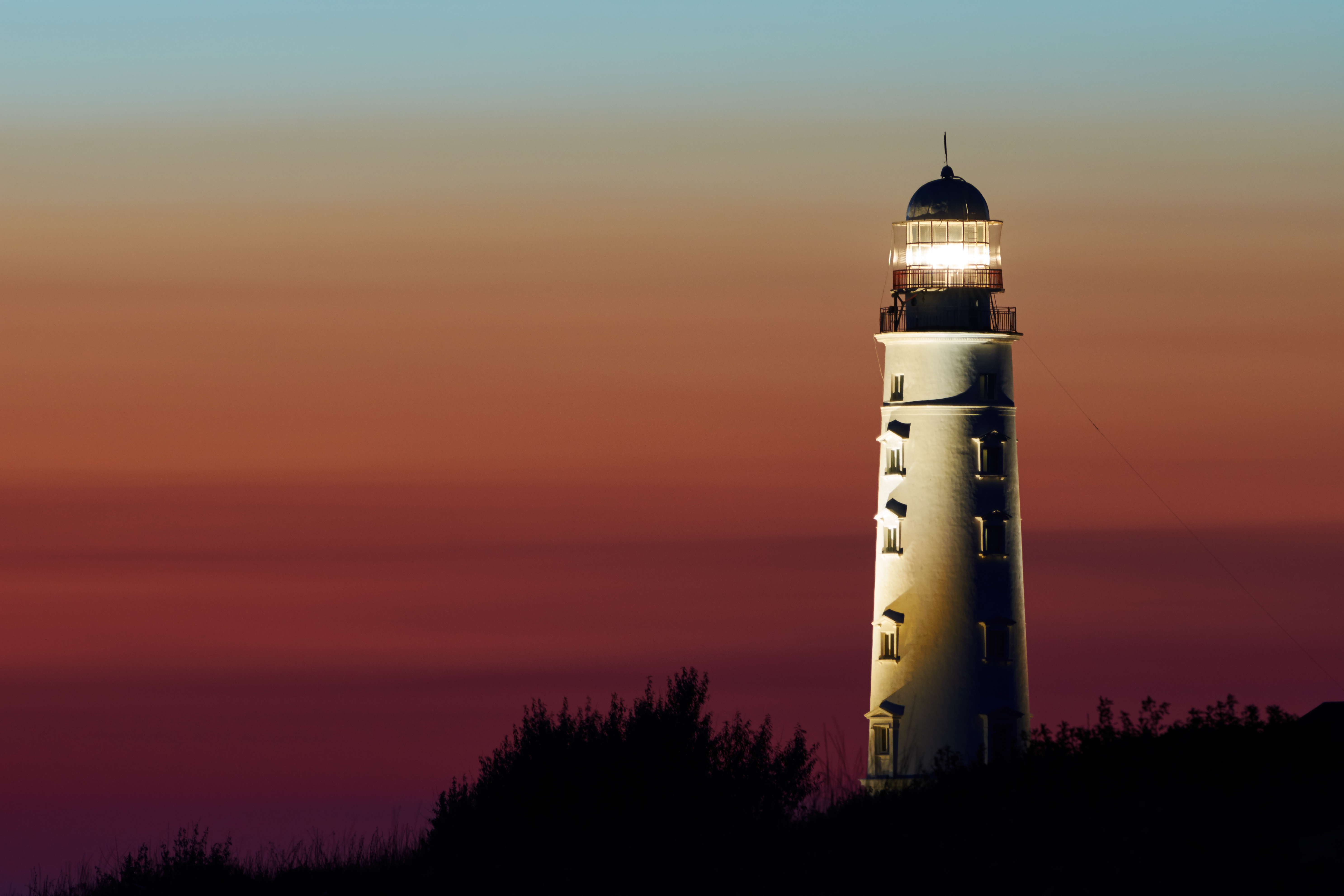
Херсонеський маяк, 2017
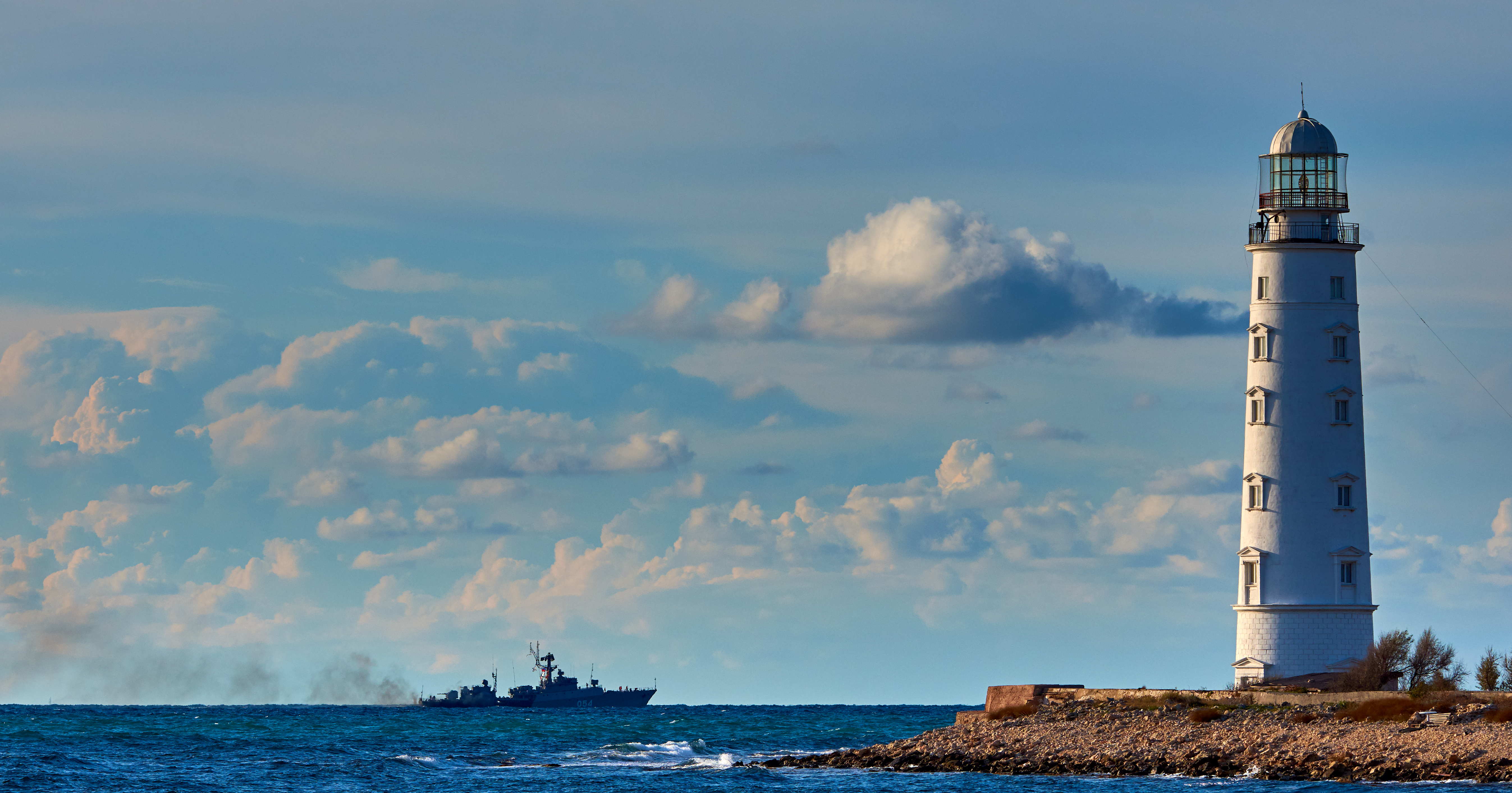
Херсонеський маяк, 2017
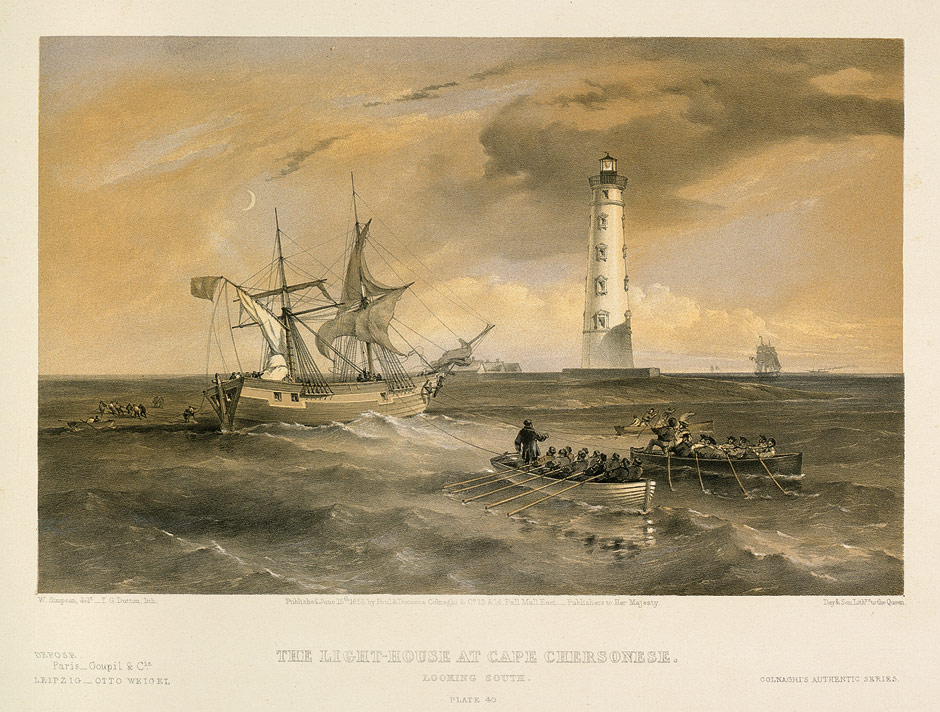
Вільям Сімпсон. Вид з півдня. 1855 р.
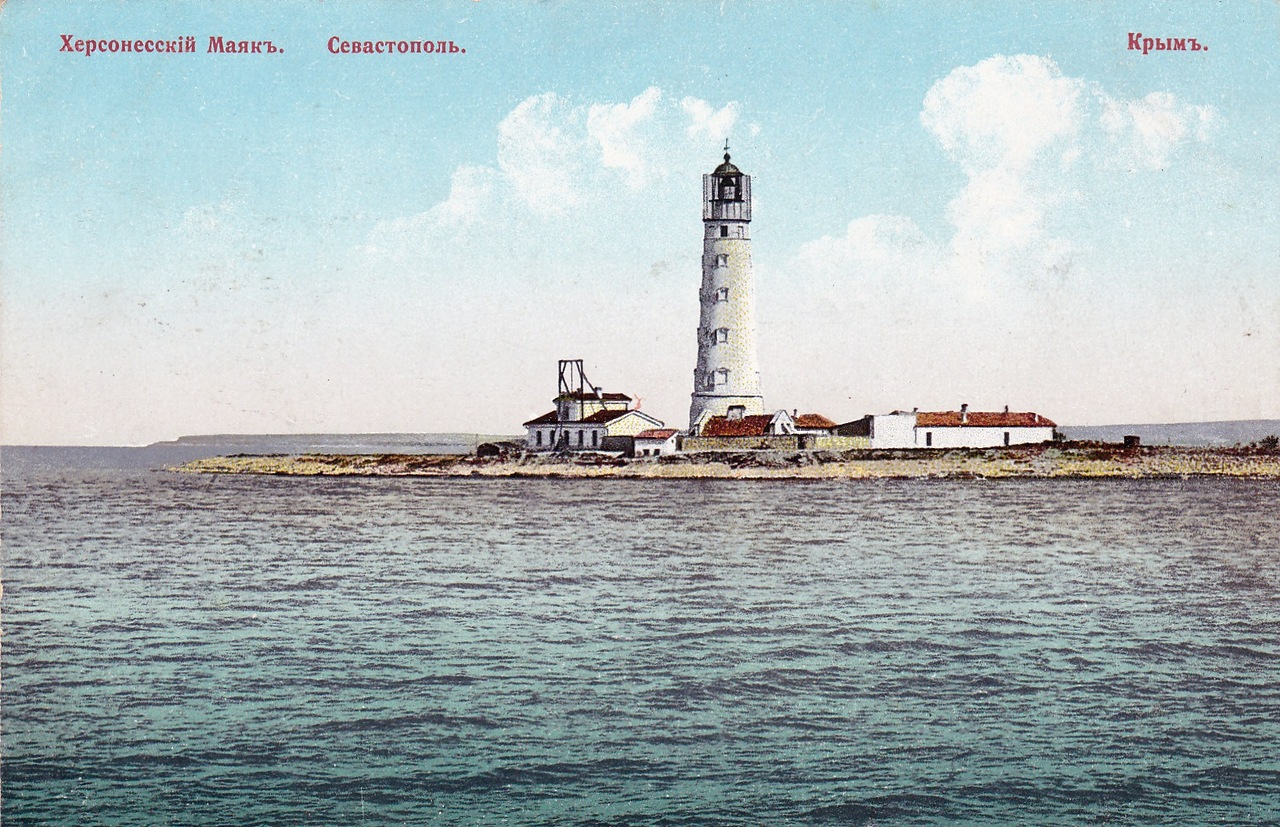
Маяк на дореволюційній листівці.
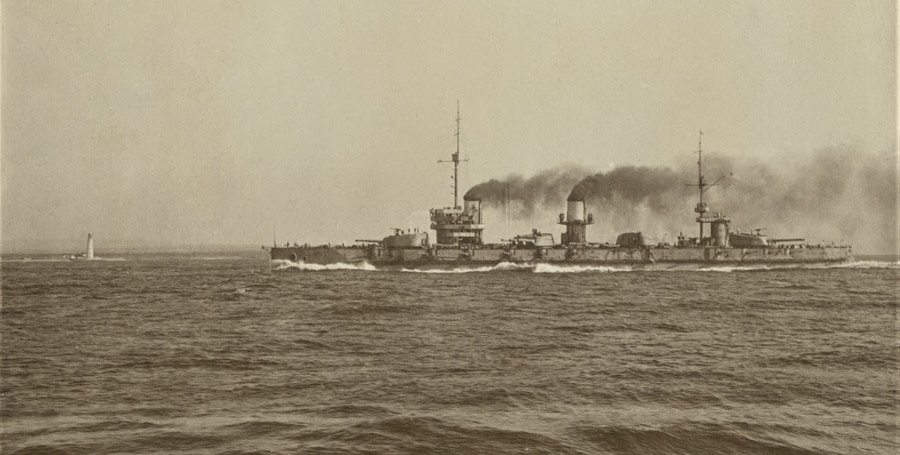
Корабель "Імператриця Марія" у Херсонеського маяка, 1915-1916 роки
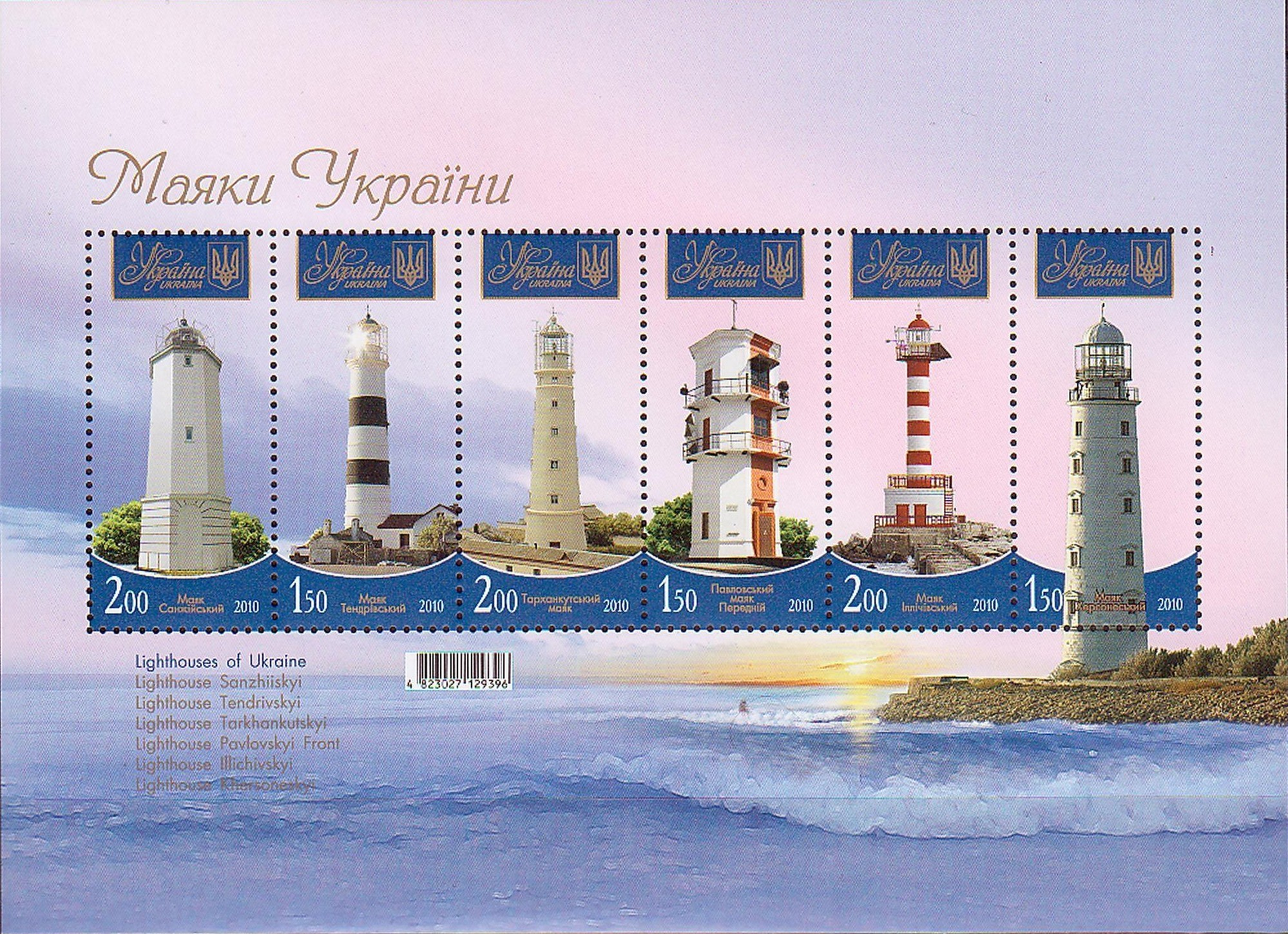
Поштовий блок «Маяки України», 2010